# 博洛平福建之战
博洛平福建之戰發生於顺治三年（1646年）七月至十一月，清朝征南大将军多罗贝勒博洛平定福建。
顺治三年（1646年）七月，浙江底定，八月，博洛隨即兵分两路南下，由衢州（今浙江衢县）、广信（今江西上饶）进攻福建。此時鄭芝龍已決定降清，擅自下令守將施福撤走。清軍一路勢如破竹，過仙霞关，攻克浦城，南明巡抚杨廷清、李暄等被斬殺。明隆武帝朱聿键逃至汀州（今福建长汀）。博洛派杜尔德攻滅汀州城，擒斩朱聿键，隆武政权亡。南明总兵姜正希乘夜袭击汀州，被清军击败，死萬餘人。固山额真韩岱於分水关击败南明总兵师福，入崇安县，抚定兴化、漳州、泉州三府。至十一月，福建悉平。 